# Gau Essen
Il Gau Essen fu una divisione amministrativa della Germania nazista dal 1933 al 1945 nella zona settentrionale della Provincia del Reno. Prima di allora, dal 1928 al 1933, fu la suddivisione regionale del partito nazista in quella zona.

## Storia
Il sistema dei Gaue nazista fu originariamente istituito in una conferenza del partito il 22 maggio 1926, al fine di migliorare l'amministrazione della struttura del partito. Dal 1933 in poi, dopo la presa del potere da parte dei nazisti, i Gaue sostituirono sempre più gli stati tedeschi come suddivisioni amministrative in Germania.
Alla testa di ogni Gau c'era un Gauleiter, una posizione che divenne sempre più potente, soprattutto dopo lo scoppio della seconda guerra mondiale. I Gauleiter locali detenevano spesso posizioni di governo e di partito ed erano responsabili, tra le altre cose, della propaganda, della sorveglianza e, dal settembre 1944 in poi, del Volkssturm e della difesa del Gau.
La posizione di Gauleiter a Eseenfu tenuta da Josef Terboven per tutta la storia del Gau dal 1928 al 1945.  Dopo la conquista tedesca della Norvegia nel 1940 Hitler promosse Terboven Reichskommissar per il paese occupato. Terboven si suicidò l'8 maggio 1945 facendo esplodere 50 chili di esplosivo in un bunker.  Mentre Terboven era in Norvegia, il vice-Gauleiter, Fritz Schlessmann, gestiva il Gau.
Il Gau aveva una dimensione di 1.900 km2 e una popolazione di 2.800.000 abitanti, che lo collocavano in una posizione intermedia tra i Gaue più grandi per dimensioni e popolazione.

## Distretti
Il Gau Essen riuniva i seguenti distretti (Kreise):
- Kleve
- Rees
- Geldern
- Moers
- Dinslaken
- Oberhausen
- Duisburg
- Mülheim an der Ruhr
- Essen